# Amphiglossus elongatus
Amphiglossus elongatus е вид влечуго от семейство Сцинкови (Scincidae).

## Разпространение
Видът е разпространен в Мадагаскар.